# Triphleba brumalis
Triphleba brumalis är en tvåvingeart som beskrevs av Schmitz 1943. Triphleba brumalis ingår i släktet Triphleba och familjen puckelflugor. Inga underarter finns listade i Catalogue of Life.